# Sant Martí de Llagunes
Sant Martí de Llagunes és l'església parroquial del poble de Llagunes, pertanyent al terme municipal de Soriguera, a la comarca del Pallars Sobirà. Formava part del seu terme primigeni. És una església protegida com a bé cultural d'interès local.

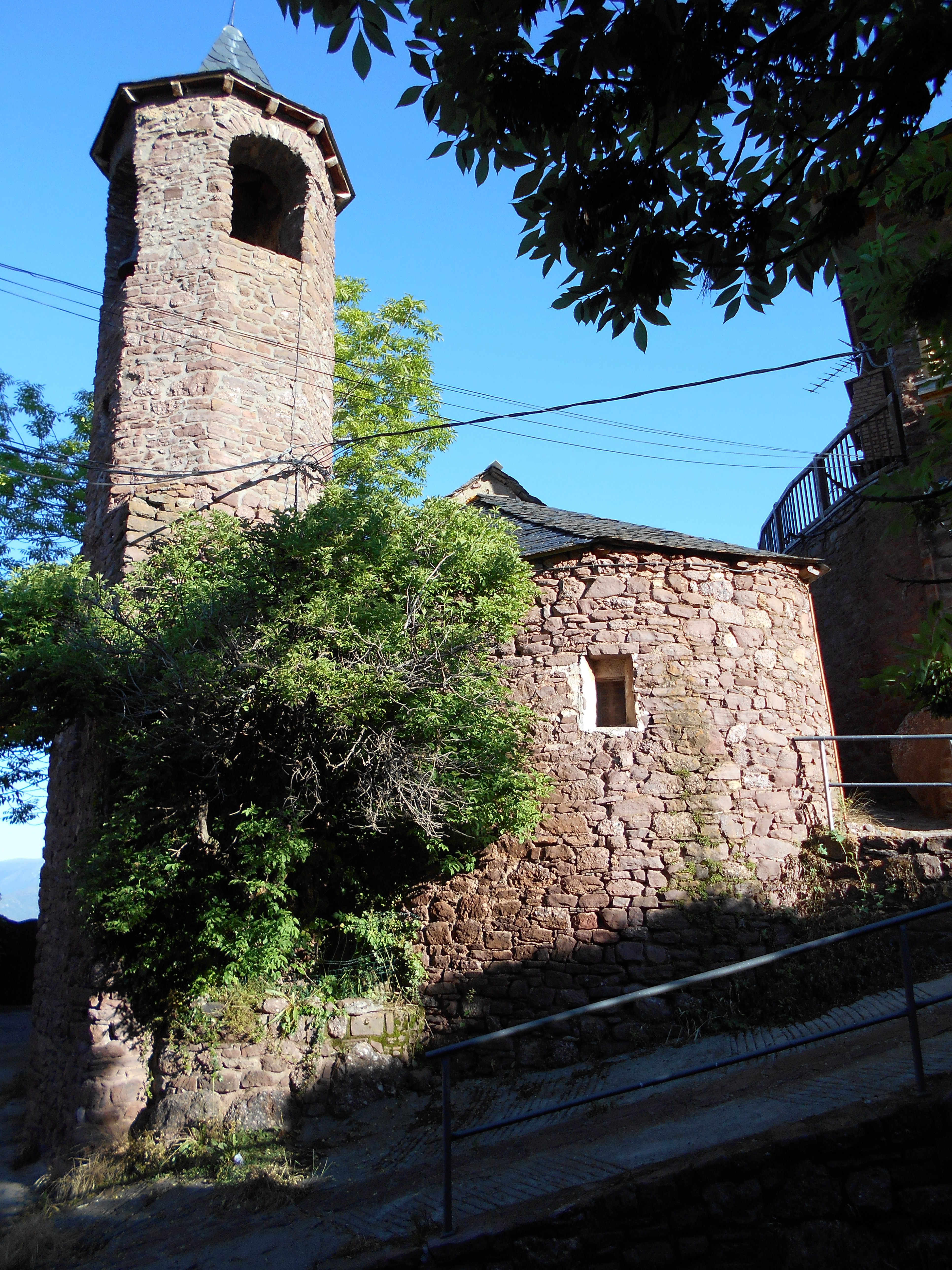
Absis i campanar de l'església

Està situada en el centre del petit poble de Llagunes. És una petita església d'origen romànic, però molt transformada amb el pas del temps, d'una sola nau i absis semicircular -amb una irregularitat al seu costat nord a causa del terreny- al costat de llevant. La porta, un senzill arc de mig put, es troba al lateral de la migdia. A costat i costat de la nau hi ha adossades algunes capelles, la petita sagristia i l'esvelt campanar, de secció quadrangular a la part inferior que transforma en octogonal a la part superior, remata per un capitell de llicorella. L'aparell dels paraments, de gres roig, és irregular, sense retocar i en alguns indrets travat amb morter. La coberta de la nau és a dues aigües de llicorella. L'absis presenta una coberta independent.